# Igor Man

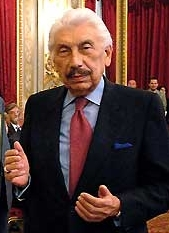
Igor Man

Igor Man, pseudonimo di Igor Manlio Manzella (Catania, 9 ottobre 1922 – Roma, 16 dicembre 2009), è stato un giornalista italiano.

## Biografia
Figlio di Titomanlio Manzella, esperto di politica estera, e di una nobildonna russa, Elfride Neuscheler.
Esordì per un decennio cronista a Il Tempo di Roma sotto la direzione di Renato Angiolillo: alla vigilia della partenza come corrispondente in America, fu uno degli ultimi a fare visita al capezzale di Curzio Malaparte. In seguito è stato una delle firme più prestigiose del quotidiano La Stampa di Torino dove cominciò a lavorare nel 1963 sotto la direzione di Giulio De Benedetti. Ha avuto un figlio, Federico Manzella.
È stato testimone e cronista dei principali avvenimenti mondiali degli ultimi cinquanta anni.
Studioso delle religioni e delle società, aveva una spiccata sensibilità e competenza per i temi riguardanti il mondo arabo ed islamico.
Ha intervistato grandi personaggi, tra i quali spiccano i nomi di John Fitzgerald Kennedy, Nikita Khruščёv, Fidel Castro, Che Guevara, Salvatore Giuliano, Gheddafi, Khomeini, Yasser Arafat e Shimon Peres.
Ha conosciuto Padre Pio da giovane giornalista.
È deceduto nel 2009 all'età di 87 anni.

## Onorificenze e riconoscimenti

### Premi e riconoscimenti
Numerosi i riconoscimenti da lui ottenuti, tra cui:
- 1991 - Premio Colombe d'Oro per la Pace[6]
- 1992 - premio Estense per Diario Arabo (Bompiani)
- 1992 - il premio Valle dei Trulli 1992 per Gli ultimi cinque minuti (Sellerio).
- 1993  - Premio Napoli per la deontologia
- 1999 - Premio Barzini all'inviato
- 1999 - Premio giornalistico Elio Vittorini
- 2000 - premio di giornalismo Saint-Vincent alla carriera[7]
- 2000 - è stato proclamato "giornalista dell'anno" nell'ambito del Premio Michelangelo.
- 2000 - è stato nominato Artisan de la Paix dall'Università internazionale Giorgio la Pira.
- 2009 - Premio America della Fondazione Italia USA

## Opere
- I morti non muoiono. Cronache, Roma, Pagine Nuove, 1951.
- Diario arabo. Tra il serio della guerra e il sacro del Corano, Milano, Bompiani, 1991. ISBN 88-452-1781-7
- Introduzione a Michael Harsgor e Maurice Stroun, Il rifiuto del passato. L'imbroglio israelo-palestinese, Milano, Baldini & Castoldi, 1991. ISBN 88-85988-05-9
- Gli ultimi cinque minuti. Cronache con forma di racconto, Palermo, Sellerio, 1992.
- Prefazione a Rita Porena, Il giorno che a Beirut morirono i panda. 1982, gli ultimi giorni dell'assedio israeliano alla capitale libanese nel racconto di una testimone oculare, Roma, Gamberetti, 1993. ISBN 88-7990-000-5.
- Postfazione a In treno verso l'Europa, Roma, Peliti associati, 1993. ISBN 88-85121-17-9
- Introduzione a Mario Alpi, Il bisturi nello zaino. Racconti di guerra e di prigionia, Roma, Carlo Mancosu, 1995.
- Il professore e le melanzane e altri racconti, Milano, Rizzoli, 1996. ISBN 88-17-66064-7
- Prefazione a Marco Impagliazzo e Mario Giro, Algeria in ostaggio. Tra esercito e fondamentalismo, storia di una pace difficile, Milano, Guerini, 1997. ISBN 88-7802-748-0
- Prefazione a Salvatore Parlagreco, L'uomo di vetro, Milano, Bompiani, 1998. ISBN 88-452-3665-X
- Prefazione a Edward W. Said, La convivenza necessaria. Il processo di pace tra palestinesi e israeliani visto da un grande intellettuale, Roma, Indice internazionale, 1999. ISBN 88-87028-13-3
- L'Islàm dalla A alla Z. Dizionario di guerra scritto per la pace, Milano, Garzanti, 2001. ISBN 88-11-68541-9
- Igor d'Arabia, a cura di Marcello Sorgi, Roma, Aragno, 2012. ISBN 978-8884195852